# 칙 챈들러
칙 챈들러(Chick Chandler, 1905년 1월 18일 ~ 1988년 9월 30일)는 미국의 배우, 텔레비전 배우이다.

## 영화
- 매드 매드 대소동 (1963년)
- 미스터 에드 (1961년)
- 보난자 (1959년)
- 디즈니랜드 (1954년) - 벤 피니 역
- 평범한 여인의 행복 (1954년)
- 달려라 래시 (1954년)
- 쇼처럼 즐거운 인생은 없다 (1954년)
- 에디 캔터 스토리 (1953년)
- 로스트 컨티넌트 (1951년)
- 미스터 임페리엄 (1951년)
- 스톰 워닝 (1951년)
- 쇼 보트 (1951년)
- 크리스마스 소원 (1950년)
- 홀리데이 어페어 (1949년)
- 론 레인저 - 49년 시리즈 (1949년)
- 마더 워 타이츠 (1947년)
- 캡틴 에디 (1945년)
- 아이리쉬 아이스 알 스마일링 (1944년)
- 스프링타임 인 더 록키스 (1942년)
- 잇 스타티드 위드 이브 (1941년)
- 리멤버 더 데이 (1941년)
- 스워니 리버 (1939년)
- 로즈 오브 워싱턴 스퀘어 (1939년)
- 알렉산더의 랙타임 밴드 (1938년)
- 멜로디 크루즈 (1933년)